# ステファン・バックランド
ステファン・バックランド（Stéphan Buckland、1977年1月12日 ‐ ）は、モーリシャス・フロレアル出身で短距離走を専門にしていた元陸上競技選手。100mで10秒13、200mで20秒06の自己ベスト持つ、両種目のモーリシャス記録保持者。
インド洋に浮かぶ小国モーリシャスが生んだ世界レベルのスプリンター。2003年に200mでアフリカ歴代3位（当時）の20秒06をマーク。世界選手権とオリンピックの200mではメダル獲得こそないものの、2004年アテネオリンピックで6位、2001年エドモントン世界選手権で6位、2003年パリ世界選手権と2005年ヘルシンキ世界選手権で5位の実績を持つ。年間王者決定戦であるワールドアスレチックファイナルの200mには2006年と2007年を除く全ての大会に出場し、2008年シュトゥットガルト大会では優勝して自身初のビッグタイトルを獲得した。

## 経歴

### 2000年
9月のシドニーオリンピックに出場すると、男子100mは2次予選で10秒26（+0.8）の組4着に終わり、準決勝に進出できる組3着とは0秒01差で敗退。男子200mでは準決勝まで進出したが、決勝に進出できる組4着までには入れず、20秒56（-1.1）の組6着で敗退した。

### 2001年
7月のフランス語圏競技大会には男子100mと200mと4×100mリレーの3冠を達成した。100mでは決勝で10秒13（+0.7）のモーリシャス記録を樹立し、2年前の1999年セビリア世界選手権の100mで銀メダルを獲得しているブルニー・スリン（10秒18）を破っての優勝を成し遂げた。8月のエドモントン世界選手権では男子200mの2次予選を20秒23（+1.2）のモーリシャス記録（当時）で突破。準決勝でも20秒15（+1.0）のモーリシャス記録（当時）を樹立して決勝に進出したが、2位と7位が0秒05差という大混戦となった決勝は20秒24（+0.1）の6位に終わり、2位・3位とは0秒04差でメダルを逃した。アンカーを務めた男子4×100mリレーは予選を38秒99のモーリシャス記録で突破したが、準決勝は39秒25の組7着で敗退した。

### 2003年
8月にパリ世界選手権男子200mに出場すると、1次予選を全体2位の20秒38（+0.7）で突破。2次予選ではアフリカ歴代3位（当時）およびモーリシャス記録の20秒06（+0.7）を樹立して全体1位で突破。準決勝は2次予選のタイムに迫る20秒11（+0.6）をマークして全体2位で2大会連続となる決勝に進出したが、決勝では今大会で1番悪いタイムの20秒41（+0.1）をマークし、3位とは0秒03差の5位でメダルを逃した。9月14日に年間王者決定戦であるワールドアスレチックファイナル男子200mに出場すると、ジョシュア・ジョンソン（20秒35）、ショーン・クロフォード（20秒37）に次ぐ20秒44（+0.1）の3位に入った。

### 2004年
8月にアテネオリンピック男子200mに出場すると、1次予選を全体1位の20秒29（+1.5）、2次予選を全体8位の20秒36（+0.1）、準決勝を全体5位の20秒37（+0.2）でそれぞれ突破。オリンピックで初の決勝に進出し、決勝では今大会で1番のタイムとなる20秒24（+1.2）をマークするも6位に終わった。9月19日のワールドアスレチックファイナル男子200mに2大会連続の出場を果たすと、アサファ・パウエル（20秒06）、フランク・フレデリクス（20秒31）に次ぐ20秒41（+0.7）の3位に入った。

### 2005年
8月にヘルシンキ世界選手権男子200mに出場すると、3大会連続となる決勝に進出するも20秒41（-0.5）の5位に終わり、3位とは0秒10差でメダルを逃した。

### 2006年
3月にコモンウェルスゲームズに出場すると、男子200mでは初めて決勝に進出。決勝は20秒47（+0.5）をマークしたオマー・ブラウンと同タイム着差ありの2着に敗れ、ビッグタイトルをわずかな差で逃した。

### 2008年
8月の北京オリンピックではモーリシャス選手団の旗手を務めた。出場した男子200mでは準決勝で20秒48（+0.1）の組6着に終わり、2大会連続の決勝進出はならなかった。9月14日のワールドアスレチックファイナル男子200mに4度目の出場を果たすと、20秒57（-0.1）をマークし、ポール・ヘッション（20秒58）、ブレンダン・クリスチャン（20秒61）らを破り、31歳にして初のビッグタイトルを獲得した。

### 2010年
8月の引退レースをもって現役を引退した。

## 自己ベスト
記録欄の（　）内の数字は風速（m/s）で、+は追い風を意味する。
| 種目 | 記録                        | 年月日                      | 場所            | 備考             |
| 屋外 | 屋外                        | 屋外                        | 屋外            | 屋外             |
| ---- | --------------------------- | --------------------------- | --------------- | ---------------- |
| 100m | 10秒13 (+0.7) 10秒13 (-1.3) | 2001年7月21日 2002年4月21日 | オタワ レデュイ | モーリシャス記録 |
| 150m | 15秒77                      | 2008年1月19日               | レデュイ        |                  |
| 200m | 20秒06 (+0.7)               | 2003年8月27日               | パリ            | モーリシャス記録 |
| 室内 |                             |                             |                 |                  |
| 60m  | 6秒72                       | 2004年3月5日                | ブダペスト      |                  |

## 主要大会成績
備考欄の記録は当時のもの
| 年   | 大会                                 | 場所               | 種目    | 結果    | 記録          | 備考                                                                                      |
| ---- | ------------------------------------ | ------------------ | ------- | ------- | ------------- | ----------------------------------------------------------------------------------------- |
| 1994 | 世界ジュニア選手権                   | リスボン           | 200m    | 1次予選 | 22秒26 (+1.2) |                                                                                           |
| 1995 | アフリカジュニア選手権 (en)          | ブアケ             | 100m    | 6位     | 10秒89 (-1.1) |                                                                                           |
| 1996 | アフリカ選手権 (en)                  | ヤウンデ           | 100m    | 準決勝  |               |                                                                                           |
| 1996 | 世界ジュニア選手権                   | シドニー           | 100m    | 2次予選 | 11秒13 (-1.5) |                                                                                           |
| 1998 | インド洋諸島ゲームズ (en)            | サン＝ドニ         | 100m    | 2位     |               |                                                                                           |
| 1998 | インド洋諸島ゲームズ (en)            | サン＝ドニ         | 4x100mR | 優勝    | 39秒86        |                                                                                           |
| 1998 | コモンウェルスゲームズ (en)          | クアラルンプール   | 4x100mR | 7位     | 42秒70        |                                                                                           |
| 1999 | 世界室内選手権                       | 前橋               | 60m     | 予選    | 6秒81         |                                                                                           |
| 1999 | 世界選手権                           | セビリア           | 100m    | 2次予選 | 10秒39 (-0.6) |                                                                                           |
| 1999 | アフリカ競技大会 (en)                | ヨハネスブルグ     | 100m    | 8位     | 11秒17        |                                                                                           |
| 1999 | アフリカ競技大会 (en)                | ヨハネスブルグ     | 4x100mR | 5位     | 39秒83        |                                                                                           |
| 2000 | アフリカ選手権 (en)                  | アルジェ           | 100m    | 2位     | 10秒20        |                                                                                           |
| 2000 | アフリカ選手権 (en)                  | アルジェ           | 4x100mR | 2位     | 40秒07        |                                                                                           |
| 2000 | オリンピック                         | シドニー           | 100m    | 2次予選 | 10秒26 (+0.8) | 0秒01差で準決勝進出を逃す                                                                 |
| 2000 | オリンピック                         | シドニー           | 200m    | 準決勝  | 20秒56 (-1.1) |                                                                                           |
| 2000 | オリンピック                         | シドニー           | 4x100mR | 予選    | 39秒55 (3走)  |                                                                                           |
| 2001 | フランス語圏競技大会 (en)            | オタワ             | 100m    | 優勝    | 10秒13 (+0.7) | モーリシャス記録                                                                          |
| 2001 | フランス語圏競技大会 (en)            | オタワ             | 200m    | 優勝    | 20秒33 (+0.5) |                                                                                           |
| 2001 | フランス語圏競技大会 (en)            | オタワ             | 4x100mR | 優勝    | 39秒04        |                                                                                           |
| 2001 | 世界選手権                           | エドモントン       | 200m    | 6位     | 20秒24 (+0.1) | 3位と0秒04差 2次予選20秒23 (+1.2)：モーリシャス記録 準決勝20秒15 (+1.0)：モーリシャス記録 |
| 2001 | 世界選手権                           | エドモントン       | 4x100mR | 準決勝  | 39秒25 (4走)  | 予選38秒99：モーリシャス記録                                                              |
| 2001 | グッドウィルゲームズ (en)            | ブリスベン         | 200m    | 7位     | 20秒92        |                                                                                           |
| 2002 | コモンウェルスゲームズ (en)          | マンチェスター     | 200m    | 準決勝  | 20秒61 (+0.4) |                                                                                           |
| 2003 | 世界室内選手権                       | バーミンガム       | 60m     | 予選    | 6秒84         |                                                                                           |
| 2003 | 世界選手権                           | パリ・サン＝ドニ   | 200m    | 5位     | 20秒41 (+0.1) | 3位と0秒03差 2次予選20秒06：モーリシャス記録                                              |
| 2003 | インド洋諸島ゲームズ (en)            | モカ               | 100m    | 優勝    | 10秒60 (-3.8) |                                                                                           |
| 2003 | インド洋諸島ゲームズ (en)            | モカ               | 200m    | 優勝    | 20秒64 (-3.5) |                                                                                           |
| 2003 | インド洋諸島ゲームズ (en)            | モカ               | 4x100mR | 優勝    | 39秒23        |                                                                                           |
| 2003 | ワールドアスレチック ファイナル (en) | モナコ             | 200m    | 3位     | 20秒44 (+0.1) |                                                                                           |
| 2004 | 世界室内選手権                       | ブダペスト         | 60m     | 準決勝  | 6秒75         |                                                                                           |
| 2004 | オリンピック                         | アテネ             | 200m    | 6位     | 20秒24 (+1.2) |                                                                                           |
| 2004 | ワールドアスレチック ファイナル (en) | モナコ             | 200m    | 3位     | 20秒41 (+0.7) |                                                                                           |
| 2005 | 世界選手権                           | ヘルシンキ         | 200m    | 5位     | 20秒41 (-0.5) |                                                                                           |
| 2005 | ワールドアスレチック ファイナル (en) | モナコ             | 200m    | 5位     | 20秒64 (-1.5) |                                                                                           |
| 2006 | コモンウェルスゲームズ (en)          | メルボルン         | 200m    | 2位     | 20秒47 (+0.5) | １位と同タイム着差あり                                                                    |
| 2006 | コモンウェルスゲームズ (en)          | メルボルン         | 4x100mR | 4位     | 39秒97        |                                                                                           |
| 2006 | アフリカ選手権 (en)                  | バンブース         | 200m    | 2位     | 20秒67 (-1.5) |                                                                                           |
| 2006 | ワールドカップ (en)                  | モナコ             | 200m    | 8位     | 20秒96 (+0.1) | アフリカ代表                                                                              |
| 2006 | ワールドカップ (en)                  | モナコ             | 4x100mR | 5位     | 38秒87        | アフリカ代表の混成チーム                                                                  |
| 2008 | アフリカ選手権 (en)                  | アディスアベバ     | 100m    | 準決勝  | 10秒54 (+0.5) |                                                                                           |
| 2008 | アフリカ選手権 (en)                  | アディスアベバ     | 200m    | 2位     | 20秒62 (+0.3) |                                                                                           |
| 2008 | オリンピック                         | 北京               | 200m    | 準決勝  | 20秒48 (+0.1) |                                                                                           |
| 2008 | ワールドアスレチック ファイナル (en) | シュトゥットガルト | 200m    | 優勝    | 20秒57 (-0.1) |                                                                                           |
| 2009 | 世界選手権                           | ベルリン           | 200m    | 2次予選 | 21秒33 (-0.3) |                                                                                           |
| 2009 | ワールドアスレチック ファイナル (en) | テッサロニキ       | 200m    | 4位     | 20秒75 (-0.3) |                                                                                           |
| 2009 | フランス語圏競技大会 (en)            | ベイルート         | 200m    | 2位     | 20秒59 (-0.2) |                                                                                           |
| 2009 | フランス語圏競技大会 (en)            | ベイルート         | 4x100mR | 2位     | 39秒60        |                                                                                           |